# Федерация регби России
Федерация (союз) регби России — общероссийская общественная организация, занимающаяся развитием регби в России. Штаб-квартира находится в Москве.

## История
Федерация регби России была создана 27 января 1992 года и является правопреемницей Союза регбистов СССР, основанного в 1936 году. В мае 1975 года была принята в состав Международной федерации любительского регби (ФИРА), с 1990 года является постоянным членом Международного совета регби.

## Руководители ФРР
- 27 января 1992 — 21 марта 1999 — Андрей Кокошин
- 21 марта 1999 — 29 октября 2003 — Юрий Николаев
- 29 октября 2003 — 30 сентября 2017 — Вячеслав Копьёв[1]
- 30 сентября 2017 — по н.в. — Игорь Артемьев[2]

## Деятельность ФРР
Федерация регби России основана в 1992 году и с этого момента стратегическая цель ФРР неизменна — развитие и популяризация регби в стране. За этой простой формулировкой скрыто множество задач, которые уже достигнуты, и которые ещё предстоит достичь. Вековые традиции игры сформировали ряд ценностей, определяющих суть регби — целостность, страсть, солидарность, дисциплина, уважение. Миссия Федерации регби России — позволить каждому россиянину полюбить эту уникальную игру и создать условия для укрепления регби как национального спорта в стране.
Семь ключевых областей, которые наиболее полно отражают суть работы федерации:
- Фундамент — Создание финансовых, организационных, кадровых, методологических и социальных условий для развития игры в России. Формирование гибкой системы коммуникации и управления, которая позволит использовать все имеющиеся средства максимально эффективно.

- Инфраструктура — Наличие стадионов и тренировочных баз — одно из базовых условий прогресса. Модернизация существующих объектов и строительство новых, расширение и улучшение качества инфраструктуры — один из базовых приоритетов.

- Массовость — Регби объединяет десятки миллионов человек по всему миру за счёт доступности и разнообразия видов: регби, регби-7, пляжное регби, тэг-регби и другие разновидности игры позволяют охватить максимально широкую аудиторию. Вовлечение как можно большего числа детей и юношей, студентов, любителей и профессионалов за счёт создания новых и расширения существующих турниров, а также развития спецпроектов, таких как «Регби в армии» или «Get into Rugby».

- Популяризация — Регби в каждый дом, компьютер, телевизор, планшет или смартфон — стратегическая цель. Интенсивная информационная деятельность за счёт синергии ведущих спортивных площадок страны и Федерации регби России. Соответствие всем современным стандартам работы, а также создание условий для присутствия мирового и спортивного регби в информационном поле страны.

- Достижения — Вершина пирамиды — это профессиональный спорт на высшем уровне. Выстраивание системы подготовки спортсменов, которая позволит сборным России и ведущим клубам страны непрестанно прогрессировать ключевая задача. Наши команды должны стать постоянными участниками главных турниров планеты, таких как Кубок мира, Олимпиада, Мировая серия и конкурировать с ведущими регбийными нациями.

- Инновации — Внедрение современных подходов в работе, систематическое обучение, контроль квалификации игроков, тренеров, врачей, судей и менеджеров — важнейшие элементы прогресса системы. Российские регбийные функционеры должны не только соответствовать, но и предвосхищать мировые стандарты, развивая игру, препятствуя внедрению запрещенных технологий и препаратов.

- Объединение — Регби обладает уникальной особенностью соединять целые народы и континенты на основе любви и страсти к игре, уважения её ценностей и соответствия духу. ФРР стремится в полной мере использовать этот позитивный опыт для укрепления и улучшения взаимоотношений как между гражданами нашей страны, так и на межгосударственном уровне[3].

### Сборные России
- Мужская сборная по регби
- Женская сборная по регби
- Мужская сборная по регби-7
- Женская сборная по регби-7
- Мужская сборная по пляжному регби
- Женская сборная по пляжному регби

Так же существуют несколько юношеских и молодёжных сборных.

### Турниры
Под эгидой Федерации регби России проводятся турниры:
- Чемпионат России по регби (I уровень)
- Национальная лига (II уровень)
- Федеральная лига (III уровень)
- Кубок России
- Суперкубок России
- Чемпионат России по регби-7
- Чемпионат России по регби-7 среди женских команд

## Адрес
- Юридический адрес: 119991, Россия, Москва, Лужнецкая набережная, дом 8, строение 1
- Фактический адрес: 125993, Россия, Москва, Садовая-Кудринская, дом 11, строение 1[4]

## Журнал «RUGBY»
Журнал «RUGBY» — официальное издание Федерации регби России, для и про людей, которые искренне любят регби и которые посвятили свою жизнь этой игре. Выпускается с ноября 2018 года. Журнал выходит четыре раза в год.